# Розенцвайг Ірина Євгенівна
Ірина Євгенівна Розенцвайг (нар. 10 серпня 1946, Потсдам) — радянська, українська шахістка. Чотириразова призерка чемпіонатів України із шахів серед жінок.

## Біографія
Грати у шахи Ірину Розенцвайг навчив батько коли їй було 9 років. З січня 1958 року почала займатися в шаховому гуртку Львівського палацу піонерів. Її першим тренером був Р. Я. Горенштейн.
Ірина Розенцвайг була першою ученицею тренера Віктора Карта.
У грудні 1961 року на командному чемпіонаті УРСР, що проходив у Запоріжжі, Ірина Розенцвайг набрала 8 очок з 8 можливих на шахівниці серед дівчат. У 1962 році стала чемпіонкою СРСР серед школярок (6½ з 9). Срібний призер чемпіонату СРСР серед студентів та робочої молоді (Москва, 1964). У складі збірної УРСР виступала на першій шахівниці на Всесоюзних спартакіадах школярів в Баку (1961, 2-ге місце) і в Волгограді (1963, 1-ше місце).
Неодноразова чемпіонка Львова та Львівської області.
Багаторазова учасниця та призерка фінальних турнірів чемпіонатів України, зокрема: поділ 2-3 місць (1966), 3-тє місце (1965, 1968, 1970).
Учасниця фінального турніру чемпіонату СРСР 1967 року (17-25 місце). Багаторазова учасниця півфінальних турнірів чемпіонату СРСР в період з 1962 по 1977 роки.
Чемпіонка України в особистому і командному заліку у складі збірної Львівської області та ДСТ «Авангард». У складі ДСТ «Авангард» брала участь у двох кубках СРСР серед спортивних товариств у 1964 (2-ге місце на шахівниці серед дівчат) та 1966 роках, переможниця 6-ї спартакіади УРСР (Одеса, 1975) разом з Бєлявським, Романишиним, Михальчишиним, Грохотовим, Косиковим, Семеновою та Гасюнас.
Кілька разів виконувала норму майстра спорту СРСР (вперше у 1967 році), але з різних причин звання присвоєно не було.
Працювала старшим тренером в ДЮСШ № 2 м. Львова. Серед її учнів — міжнародні гросмейстри Михайло Казаков і Зоя Лельчук.
З 1949 по 1993 рік проживала у Львові. Закінчила історичний факультет Львівського університету. З 13 грудня 1993 року проживає в Ізраїлі.

## Турнірні результати

### Чемпіонати України
| Рік  | Місце проведення | Турнір                 | Результат | + | — | = | Місце   |
| ---- | ---------------- | ---------------------- | --------- | - | - | - | ------- |
| 1961 | Київ             | 21-й чемпіонат України | 5½ з 17   | 3 | 9 | 5 | 16      |
| 1962 | Київ             | 22-й чемпіонат України | 5½ з 17   | 3 | 9 | 5 | 5 — 7   |
| 1963 | Київ             | 23-й чемпіонат України | 8½ з 15   |   |   |   | 6 — 7   |
| 1965 | Севастополь      | 25-й чемпіонат України | 10½ з 15  |   |   |   | Bronze  |
| 1966 | Харків           | 26-й чемпіонат України | 9 з 13    |   |   |   | — 3     |
| 1968 | Трускавець       | 28-й чемпіонат України | 9 з 14    |   |   |   | Bronze  |
| 1969 | Чернівці         | 29-й чемпіонат України | з 14      |   |   |   | 9       |
| 1970 | Харків           | 30-й чемпіонат України | 7½ з 12   | 5 | 2 | 5 | Bronze  |
| 1971 | Львів            | 31-й чемпіонат України | ? з ?     |   |   |   | ?       |
| 1972 | Одеса            | 32-й чемпіонат України | 7 з 12    |   |   |   | 6       |
| 1973 | Львів            | 33-й чемпіонат України | 7 з 11    | 6 | 3 | 2 | 6       |
| 1974 | Одеса            | 34-й чемпіонат України | 7 з 11    |   |   |   | 6       |
| 1975 | Львів            | 35-й чемпіонат України | 5 з 7     |   |   |   | 4       |
| 1976 | Одеса            | 36-й чемпіонат України | 5 з 8     | 2 | 0 | 6 | 6       |
| 1978 | Харків           | 38-й чемпіонат України | 5 з 11    |   |   |   | 22 — 26 |

### Інші турніри (чемпіонати СРСР, спортивних товариств та профсоюзів)
| Рік  | Місце проведення | Турнір                                              | Результат | + | — | = | Місце   |
| ---- | ---------------- | --------------------------------------------------- | --------- | - | - | - | ------- |
| 1965 | Дніпропетровськ  | півфінал 25-го чемпіонату СРСР                      | 6½ з 14   |   |   |   | 10 — 11 |
| 1966 | Севастополь      | півфінал 26-го чемпіонату СРСР                      | 5½ з 13   |   |   |   | 11      |
| 1967 | Сочі             | 27-й чемпіонат СРСР (фінальний турнір)              | 7½ з 13   |   |   |   | 17- 25  |
|      | Таллінн          | півфінал 4-ї першості ДСТ профсоюзів                | 4½ з 13   |   |   |   | 11      |
| 1971 | Владимир         | півфінал 31-го чемпіонату СРСР                      | 6½ з 13   |   |   |   | 8       |
|      | Орел             | 5-та першість ДСТ профсоюзів                        | 9 з 15    | 7 | 4 | 4 | 5 — 6   |
| 1973 | Бєльці           | півфінал 33-го чемпіонату СРСР                      | 8 з 12    | 5 | 1 | 6 | 5       |
| 1975 | Одеса            | 6-та спартакіада України серед спортивних товариств | 4½ з 8    |   |   |   | 1       |
| 1977 | Даугавпілс       | півфінал 37-го чемпіонату СРСР                      | 8 з 15    | 5 | 4 | 6 | 6 — 7   |